# نيويورك (فلم 2009)
نيويورك (بالإنجليزية: New York) هو فيلم إثارة أمريكي صدر في 26 يونيو 2009، من إخراج كبير خان وإنتاج أديتيا شوبرا وبطولة جون أبراهام، كاترينا كيف ونيل نيتين موكيش. صور الفيلم في مدينة نيويورك في الولايات المتحدة حيث يروي قصة ثلاثة شباب ضحايا عواقب هجمات 11 سبتمبر 2001.